# Хінгуракгода (підрозділ окружного секретаріату)
Підрозділ окружного секретаріату Гінгуракгода (там. இங்குராகொடை) — підрозділ окружного секретаріату округу Полоннарува, Північно-Центральна провінція, Шрі-Ланка. Складається з 53 Грама Ніладхарі.